# Alejandro Duprat Esperón
Alejandro Duprat Esperón (Ciudad de México, 1963) es un cornista mexicano.
Inició estudios musicales con su abuelo materno el compositor Manuel Esperón (1911-2011).
Realizó estudios en la Escuela Nacional de Música de la UNAM, en la escuela de estudios superiores Ollin Yoliztli y diplomado en el reconocido curso de Riva del Garda, Italia.
Con casi treinta años de actividad en la vida sinfónica de México, ha participado con las orquestas más importantes (Sinfónica del Estado de México, Sinfónica Nacional, Filarmónica de la Ciudad, Filarmónica de la Universidad)
Produjo e interpretó el primer disco compacto con obras para corno y piano de compositores mexicanos 'Romanzas y piezas breves para corno y piano' (PCD 288, Ediciones Pentagrama, 1996)  'Manuel Esperón, su piano su música, su tiempo' (DPME01- Duprat Producciones, 2000) y para corno francés y otros instrumentos 'Waldkonzert' (DP02- Duprat Producciones, 2003).
Colaboró como coordinador musical en diversos filmes, incluyendo Hidalgo: La historia jamás contada, ganadora del Premio Ariel 2010 a la mejor música (Alejandro Giacomán, 1964).
Actualmente, Alejandro es corno principal adjunto de la Orquesta del Teatro de Bellas Artes.
- Datos: Q5664961